# Nationaal park Kerkini
Het Nationaal park Kerkini (Grieks: Εθνικό Πάρκο Λίμνης Κερκίνης, Ethnikó Párko Límnis Kerkínis) is een nationaal park dat in 2006 werd opgericht in het noorden van Griekenland rond het Kerkinimeer.  
Het park omvat naast het Kerkinimeer de gebieden Kastanoussa, Charopo, Agkistro in het oosten, Iraklia in het zuidoosten en Lithotopos in het zuiden. Het park staat vooral bekend om zijn vogelsoorten, zoals aalscholver,grote zilverreiger, purperreiger, ralreiger, zwarte ooievaar en meerdere roofvogels. Meer dan 300 vogelsoorten worden waargenomen in het park, waarvan er 137 nestelen, 134 overwinteren en 163 het meer gebruiken als tussenstop bij trekroutes. In en rond het Kerkinimeer zitten bovendien 32 vissoorten en 25 reptielensoorten.